# Estación Cuz-Cuz
Cuz-Cuz fue una estación ferroviaria correspondiente al Longitudinal Norte ubicada en la comuna de Illapel, en la Región de Coquimbo, Chile. Originalmente fue parte de un ramal que conectaba a las localidades de Choapa e Illapel; actualmente no quedan restos de la estación.

## Historia
La sección de ferrocarril entre la estación Choapa y estación Illapel fue inaugurada en 1909, que era parte del ferrocarril que unía a Limáhuida con Illapel. Dentro de esta sección se encontraba la estación, originalmente denominada Perales. El 3 de junio de 1919 pasó a llamarse Cuz-Cuz.
En algún periodo de tiempo entre 1945 y 1958 la estación ya no era considerada como parte de la red.
La estación fue suprimida mediante decreto del 28 de agosto de 1954. Actualmente no quedan restos de la estación; un remanente de la vía puede hallarse en el sitio.